# Salts al Campionat del Món de natació de 2015 – 10 metres plataforma sincronitzat mixt
La prova de 10 metres plataforma sincronitzat es va celebrar el 25 de juliol de 2015 a Kazan, Rússia. Va ser la primera vegada que es va disputar en un mundial de natació.

## Resultats
La final es va disputar a les 15:00.
| Posició | País           | Saltadors                          | Punts  | Punts           |                     |        |
| ------- | -------------- | ---------------------------------- | ------ | --------------- | ------------------- | ------ |
| Posició | País           | Saltadors                          | 1      | R.P. de la Xina | Si Yajie Tai Xiaohu | 350.88 |
| 2       | Canadà         | Meaghan Benfeito Vincent Riendeau  | 309.66 |                 |                     |        |
| 3       | Austràlia      | Domonic Bedggood Melissa Wu        | 308.22 |                 |                     |        |
| 4       | Corea del Nord | Hyon Il-myong Kim Kuk-hyang        | 305.52 |                 |                     |        |
| 5       | Rússia         | Nikita Shleikher Yulia Timoshinina | 304.14 |                 |                     |        |
| 6       | Itàlia         | Noemi Batki Maicol Verzotto        | 299.28 |                 |                     |        |
| 7       | França         | Benjamin Auffret Laura Marino      | 295.35 |                 |                     |        |
| 8       | Mèxic          | Paola Espinosa Jahir Ocampo        | 294.24 |                 |                     |        |
| 9       | Japó           | Minami Itahashi Yu Okamoto         | 289.92 |                 |                     |        |
| 10      | Malàisia       | Loh Loh Zhiayi Chew Yiwei          | 289.89 |                 |                     |        |
| 11      | Romania        | Mara Aiacoboae Cătălin Cozma       | 286.92 |                 |                     |        |
| 12      | Brasil         | Ingrid Oliveira Luiz Outerelo      | 283.68 |                 |                     |        |
| 13      | Estats Units   | Mark Anderson Samantha Bromberg    | 274.14 |                 |                     |        |
| 14      | Alemanya       | Dominik Stein My Phan              | 260.46 |                 |                     |        |
| 15      | Egipte         | Maha Abdelsalam Mohab Elkordy      | 207.63 |                 |                     |        |